# Caribbean Club Shield 2019
Caribbean Club Shield 2019 var den andra säsongen av Caribbean Club Shield, Karibiens andra fotbollsturneringen. Turneringen hölls i Curaçao mellan 5 och 15 april, som vanns av Robinhood från Surinam som i finalen besegrade de regerande mästarna Club Franciscain, från Martinique.

## Lag

### Nationer som sände lag
- Antigua och Barbuda — Hoppers
- Aruba — Dakota
- Barbados — Weymouth Wales
- Bonaire — Real Rincon
- Caymanöarna — Scholars International
- Curaçao — Jong Holland
- Guadeloupe — Moulien
- Guyana — Fruta Conquerors
- Kuba — Santiago de Cuba
- Martinique — Franciscain
- Saint Kitts och Nevis — Village Superstars
- Saint Lucia — Platinum
- Surinam — Robinhood

### Nationer som inte sände lag
- Anguilla
- Bahamas
- Bermuda
- Brittiska Jungfruöarna
- Dominica
- Franska Guyana
- Grenada
- Montserrat
- Puerto Rico
- Saint-Martin
- Saint Vincent och Grenadinerna
- Sint Maarten
- Turks- och Caicosöarna
- Amerikanska Jungfruöarna

## Gruppspel

### Grupp A
| Nr | Lag                    | S | V | O | F | GM | IM | MS | P |
| -- | ---------------------- | - | - | - | - | -- | -- | -- | - |
| 1  | Santiago de Cuba       | 3 | 1 | 2 | 0 | 4  | 0  | +4 | 5 |
| 2  | Jong Holland           | 3 | 1 | 2 | 0 | 1  | 0  | +1 | 5 |
| 3  | Scholars International | 3 | 1 | 1 | 1 | 2  | 1  | +1 | 4 |
| 4  | Fruta Conquerors       | 3 | 0 | 1 | 2 | 0  | 6  | −6 | 1 |

|             | 5 april 2019 | Scholars International                              | 2 – 0           | Fruta Conquerors | Ergilio Hato Stadium                                 |                                                      |
| 15:00 UTC−4 | 15:00 UTC−4  | Vurlon Mills 42′ (sjm.) Raúl García Rodríguez 90+4′ | (1 – 0) Rapport |                  | Willemstad, Curaçao Domare: Ricangel de Leca (Aruba) | Willemstad, Curaçao Domare: Ricangel de Leca (Aruba) |
| 15:00 UTC−4 | 15:00 UTC−4  |                                                     |                 |                  | Willemstad, Curaçao Domare: Ricangel de Leca (Aruba) | Willemstad, Curaçao Domare: Ricangel de Leca (Aruba) |
| 15:00 UTC−4 | 15:00 UTC−4  |                                                     |                 |                  | Willemstad, Curaçao Domare: Ricangel de Leca (Aruba) | Willemstad, Curaçao Domare: Ricangel de Leca (Aruba) |

|             | 5 april 2019 | Jong Holland | 0 – 0   | Santiago de Cuba | Ergilio Hato Stadium                                 |                                                      |
| 20:00 UTC−4 | 20:00 UTC−4  |              | Rapport |                  | Willemstad, Curaçao Domare: Sherwin Johnson (Guyana) | Willemstad, Curaçao Domare: Sherwin Johnson (Guyana) |
| 20:00 UTC−4 | 20:00 UTC−4  |              |         |                  | Willemstad, Curaçao Domare: Sherwin Johnson (Guyana) | Willemstad, Curaçao Domare: Sherwin Johnson (Guyana) |
| 20:00 UTC−4 | 20:00 UTC−4  |              |         |                  | Willemstad, Curaçao Domare: Sherwin Johnson (Guyana) | Willemstad, Curaçao Domare: Sherwin Johnson (Guyana) |

|             | 7 april 2019 | Fruta Conquerors | 0 – 0   | Jong Holland | Ergilio Hato Stadium                                                      |                                                                           |
| 20:00 UTC−4 | 20:00 UTC−4  |                  | Rapport |              | Willemstad, Curaçao Domare: Moeth Gaymes (Saint Vincent och Grenadinerna) | Willemstad, Curaçao Domare: Moeth Gaymes (Saint Vincent och Grenadinerna) |
| 20:00 UTC−4 | 20:00 UTC−4  |                  |         |              | Willemstad, Curaçao Domare: Moeth Gaymes (Saint Vincent och Grenadinerna) | Willemstad, Curaçao Domare: Moeth Gaymes (Saint Vincent och Grenadinerna) |
| 20:00 UTC−4 | 20:00 UTC−4  |                  |         |              | Willemstad, Curaçao Domare: Moeth Gaymes (Saint Vincent och Grenadinerna) | Willemstad, Curaçao Domare: Moeth Gaymes (Saint Vincent och Grenadinerna) |

|             | 7 april 2019 | Santiago de Cuba | 0 – 0   | Scholars International | Stadion dr. Antoine Maduro                                 |                                                            |
| 20:00 UTC−4 | 20:00 UTC−4  |                  | Rapport |                        | Willemstad, Curaçao Domare: William Anderson (Puerto Rico) | Willemstad, Curaçao Domare: William Anderson (Puerto Rico) |
| 20:00 UTC−4 | 20:00 UTC−4  |                  |         |                        | Willemstad, Curaçao Domare: William Anderson (Puerto Rico) | Willemstad, Curaçao Domare: William Anderson (Puerto Rico) |
| 20:00 UTC−4 | 20:00 UTC−4  |                  |         |                        | Willemstad, Curaçao Domare: William Anderson (Puerto Rico) | Willemstad, Curaçao Domare: William Anderson (Puerto Rico) |

|             | 9 april 2019 | Santiago de Cuba                                            | 4 – 0           | Fruta Conquerors | Stadion dr. Antoine Maduro                           |                                                      |
| 20:00 UTC−4 | 20:00 UTC−4  | Rolando Abreu 40′, 50′ Jorge Villalón 43′ Eddy Olivares 71′ | (2 – 0) Rapport |                  | Willemstad, Curaçao Domare: Damien Rosa (Martinique) | Willemstad, Curaçao Domare: Damien Rosa (Martinique) |
| 20:00 UTC−4 | 20:00 UTC−4  |                                                             |                 |                  | Willemstad, Curaçao Domare: Damien Rosa (Martinique) | Willemstad, Curaçao Domare: Damien Rosa (Martinique) |
| 20:00 UTC−4 | 20:00 UTC−4  |                                                             |                 |                  | Willemstad, Curaçao Domare: Damien Rosa (Martinique) | Willemstad, Curaçao Domare: Damien Rosa (Martinique) |

|             | 9 april 2019 | Jong Holland    | 1 – 0           | Scholars International | Ergilio Hato Stadium                                    |                                                         |
| 20:00 UTC−4 | 20:00 UTC−4  | Hugo Acosta 38′ | (1 – 0) Rapport |                        | Willemstad, Curaçao Domare: Jaime Herrera (El Salvador) | Willemstad, Curaçao Domare: Jaime Herrera (El Salvador) |
| 20:00 UTC−4 | 20:00 UTC−4  |                 |                 |                        | Willemstad, Curaçao Domare: Jaime Herrera (El Salvador) | Willemstad, Curaçao Domare: Jaime Herrera (El Salvador) |
| 20:00 UTC−4 | 20:00 UTC−4  |                 |                 |                        | Willemstad, Curaçao Domare: Jaime Herrera (El Salvador) | Willemstad, Curaçao Domare: Jaime Herrera (El Salvador) |

### Grupp B
| Nr | Lag            | S | V | O | F | GM | IM | MS | P |
| -- | -------------- | - | - | - | - | -- | -- | -- | - |
| 1  | Moulien        | 2 | 2 | 0 | 0 | 2  | 0  | +2 | 6 |
| 2  | Weymouth Wales | 2 | 1 | 0 | 1 | 1  | 1  | 0  | 3 |
| 3  | Real Rincon    | 2 | 0 | 0 | 2 | 0  | 2  | −2 | 0 |

|             | 5 april 2019 | Weymouth Wales | 0 – 1           | Moulien           | Ergilio Hato Stadium                                    |                                                         |
| 17:30 UTC−4 | 17:30 UTC−4  |                | (0 – 1) Rapport | 38′ Willcyd Janky | Willemstad, Curaçao Domare: Patrick Senecharles (Haiti) | Willemstad, Curaçao Domare: Patrick Senecharles (Haiti) |
| 17:30 UTC−4 | 17:30 UTC−4  |                |                 |                   | Willemstad, Curaçao Domare: Patrick Senecharles (Haiti) | Willemstad, Curaçao Domare: Patrick Senecharles (Haiti) |
| 17:30 UTC−4 | 17:30 UTC−4  |                |                 |                   | Willemstad, Curaçao Domare: Patrick Senecharles (Haiti) | Willemstad, Curaçao Domare: Patrick Senecharles (Haiti) |

|             | 7 april 2019 | Real Rincon | 0 – 1           | Moulien           | Stadion dr. Antoine Maduro                           |                                                      |
| 17:30 UTC−4 | 17:30 UTC−4  |             | (0 – 0) Rapport | 54′ Jérémie Valmy | Willemstad, Curaçao Domare: Juniel Adelina (Curaçao) | Willemstad, Curaçao Domare: Juniel Adelina (Curaçao) |
| 17:30 UTC−4 | 17:30 UTC−4  |             |                 |                   | Willemstad, Curaçao Domare: Juniel Adelina (Curaçao) | Willemstad, Curaçao Domare: Juniel Adelina (Curaçao) |
| 17:30 UTC−4 | 17:30 UTC−4  |             |                 |                   | Willemstad, Curaçao Domare: Juniel Adelina (Curaçao) | Willemstad, Curaçao Domare: Juniel Adelina (Curaçao) |

|             | 9 april 2019 | Weymouth Wales       | 1 – 0           | Real Rincon | Ergilio Hato Stadium                                       |                                                            |
| 17:30 UTC−4 | 17:30 UTC−4  | Romario Harewood 53′ | (0 – 0) Rapport |             | Willemstad, Curaçao Domare: William Anderson (Puerto Rico) | Willemstad, Curaçao Domare: William Anderson (Puerto Rico) |
| 17:30 UTC−4 | 17:30 UTC−4  |                      |                 |             | Willemstad, Curaçao Domare: William Anderson (Puerto Rico) | Willemstad, Curaçao Domare: William Anderson (Puerto Rico) |
| 17:30 UTC−4 | 17:30 UTC−4  |                      |                 |             | Willemstad, Curaçao Domare: William Anderson (Puerto Rico) | Willemstad, Curaçao Domare: William Anderson (Puerto Rico) |

### Grupp C
| Nr | Lag                | S | V | O | F | GM | IM | MS | P |
| -- | ------------------ | - | - | - | - | -- | -- | -- | - |
| 1  | Village Superstars | 2 | 2 | 0 | 0 | 4  | 2  | +2 | 6 |
| 2  | Hoppers            | 2 | 1 | 0 | 1 | 6  | 4  | +2 | 3 |
| 3  | Platinum           | 2 | 0 | 0 | 2 | 3  | 7  | −4 | 0 |

|             | 5 april 2019 | Hoppers             | 1 – 2           | Village Superstars                    | Stadion dr. Antoine Maduro                               |                                                          |
| 17:30 UTC−4 | 17:30 UTC−4  | Tamorley Thomas 40′ | (1 – 1) Rapport | 24′ Diquan Johnson 56′ Kimaree Rogers | Willemstad, Curaçao Domare: Steven Madrigal (Costa Rica) | Willemstad, Curaçao Domare: Steven Madrigal (Costa Rica) |
| 17:30 UTC−4 | 17:30 UTC−4  |                     |                 |                                       | Willemstad, Curaçao Domare: Steven Madrigal (Costa Rica) | Willemstad, Curaçao Domare: Steven Madrigal (Costa Rica) |
| 17:30 UTC−4 | 17:30 UTC−4  |                     |                 |                                       | Willemstad, Curaçao Domare: Steven Madrigal (Costa Rica) | Willemstad, Curaçao Domare: Steven Madrigal (Costa Rica) |

|             | 7 april 2019 | Platinum              | 1 – 2           | Village Superstars                 | Ergilio Hato Stadium                                        |                                                             |
| 15:00 UTC−4 | 15:00 UTC−4  | Gregson President 61′ | (0 – 2) Rapport | 8′ Kimaree Rogers 18′ Tahir Hanley | Willemstad, Curaçao Domare: Gregory Prevot (Franska Guyana) | Willemstad, Curaçao Domare: Gregory Prevot (Franska Guyana) |
| 15:00 UTC−4 | 15:00 UTC−4  |                       |                 |                                    | Willemstad, Curaçao Domare: Gregory Prevot (Franska Guyana) | Willemstad, Curaçao Domare: Gregory Prevot (Franska Guyana) |
| 15:00 UTC−4 | 15:00 UTC−4  |                       |                 |                                    | Willemstad, Curaçao Domare: Gregory Prevot (Franska Guyana) | Willemstad, Curaçao Domare: Gregory Prevot (Franska Guyana) |

|             | 9 april 2019 | Hoppers                                                                  | 5 – 2           | Platinum               | Ergilio Hato Stadium                               |                                                    |
| 15:00 UTC−4 | 15:00 UTC−4  | Alickson Montoute 57′, 61′ Eugene Kirwan 77′, 90+3′ Miguel McPherson 80′ | (0 – 2) Rapport | 27′, 34′ Noah Nicholas | Willemstad, Curaçao Domare: Benbito Celima (Haiti) | Willemstad, Curaçao Domare: Benbito Celima (Haiti) |
| 15:00 UTC−4 | 15:00 UTC−4  |                                                                          |                 |                        | Willemstad, Curaçao Domare: Benbito Celima (Haiti) | Willemstad, Curaçao Domare: Benbito Celima (Haiti) |
| 15:00 UTC−4 | 15:00 UTC−4  |                                                                          |                 |                        | Willemstad, Curaçao Domare: Benbito Celima (Haiti) | Willemstad, Curaçao Domare: Benbito Celima (Haiti) |

### Grupp D
| Nr | Lag         | S | V | O | F | GM | IM | MS | P |
| -- | ----------- | - | - | - | - | -- | -- | -- | - |
| 1  | Franciscain | 2 | 1 | 1 | 0 | 4  | 2  | +2 | 4 |
| 2  | Robinhood   | 2 | 1 | 0 | 1 | 5  | 4  | +1 | 3 |
| 3  | Dakota      | 2 | 0 | 1 | 1 | 2  | 5  | −3 | 1 |

|             | 5 april 2019 | Franciscain                                            | 3 – 1           | Robinhood | Stadion dr. Antoine Maduro                              |                                                         |
| 20:00 UTC−4 | 20:00 UTC−4  | Quentin Annette 3′ Yann Thimon 45′ Djénhael Maingé 76′ | (2 – 0) Rapport |           | Willemstad, Curaçao Domare: Jaime Herrera (El Salvador) | Willemstad, Curaçao Domare: Jaime Herrera (El Salvador) |
| 20:00 UTC−4 | 20:00 UTC−4  |                                                        |                 |           | Willemstad, Curaçao Domare: Jaime Herrera (El Salvador) | Willemstad, Curaçao Domare: Jaime Herrera (El Salvador) |
| 20:00 UTC−4 | 20:00 UTC−4  |                                                        |                 |           | Willemstad, Curaçao Domare: Jaime Herrera (El Salvador) | Willemstad, Curaçao Domare: Jaime Herrera (El Salvador) |

|             | 7 april 2019 | Dakota         | 1 – 4           | Robinhood                                      | Ergilio Hato Stadium                                  |                                                       |
| 17:30 UTC−4 | 17:30 UTC−4  | Josh Gross 12′ | (1 – 1) Rapport | 4′, 55′, 63′ Stefano Rijssel 75′ Gilberto Eind | Willemstad, Curaçao Domare: Charvis Delsol (Dominica) | Willemstad, Curaçao Domare: Charvis Delsol (Dominica) |
| 17:30 UTC−4 | 17:30 UTC−4  |                |                 |                                                | Willemstad, Curaçao Domare: Charvis Delsol (Dominica) | Willemstad, Curaçao Domare: Charvis Delsol (Dominica) |
| 17:30 UTC−4 | 17:30 UTC−4  |                |                 |                                                | Willemstad, Curaçao Domare: Charvis Delsol (Dominica) | Willemstad, Curaçao Domare: Charvis Delsol (Dominica) |

|             | 9 april 2019 | Franciscain       | 1 – 1           | Dakota           | Stadion dr. Antoine Maduro                                                |                                                                           |
| 17:30 UTC−4 | 17:30 UTC−4  | Johnny Marajo 78′ | (0 – 1) Rapport | 29′ Keano Maduro | Willemstad, Curaçao Domare: Moeth Gaymes (Saint Vincent och Grenadinerna) | Willemstad, Curaçao Domare: Moeth Gaymes (Saint Vincent och Grenadinerna) |
| 17:30 UTC−4 | 17:30 UTC−4  |                   |                 |                  | Willemstad, Curaçao Domare: Moeth Gaymes (Saint Vincent och Grenadinerna) | Willemstad, Curaçao Domare: Moeth Gaymes (Saint Vincent och Grenadinerna) |
| 17:30 UTC−4 | 17:30 UTC−4  |                   |                 |                  | Willemstad, Curaçao Domare: Moeth Gaymes (Saint Vincent och Grenadinerna) | Willemstad, Curaçao Domare: Moeth Gaymes (Saint Vincent och Grenadinerna) |

## Slutspel

### Slutspelsträd
|  | Kvartsfinaler         | Kvartsfinaler  |                   |       | Semifinaler | Semifinaler |  |  | Final | Final |
|  |                       |                |                   |       |             |             |  |  |       |       |
|  | 11 april              |                |                   |       |             |             |  |  |       |       |
|  |                       |                |                   |       |             |             |  |  |       |       |
|  | A1 Santiago de Cuba   | 0              |                   |       |             |             |  |  |       |       |
|  | A1 Santiago de Cuba   | 0              | 13 april          |       |             |             |  |  |       |       |
|  | B2 Weymouth Wales     | 2              |                   |       |             |             |  |  |       |       |
|  | B2 Weymouth Wales     | 2              | B2 Weymouth Wales | 0     |             |             |  |  |       |       |
|  | 11 april              |                | B2 Weymouth Wales | 0     |             |             |  |  |       |       |
|  |                       | D2 Robinhood   | 3                 |       |             |             |  |  |       |       |
|  | C1 Village Superstars | D2 Robinhood   | 3                 | 1 (2) |             |             |  |  |       |       |
|  | C1 Village Superstars |                | 15 april          | 1 (2) |             |             |  |  |       |       |
|  | D2 Robinhood (str.)   | 1 (4)          |                   |       |             |             |  |  |       |       |
|  | D2 Robinhood (str.)   | 1 (4)          | D2 Robinhood      | 1     |             |             |  |  |       |       |
|  | 11 april              |                | D2 Robinhood      | 1     |             |             |  |  |       |       |
|  |                       | D1 Franciscain | 0                 |       |             |             |  |  |       |       |
|  | B1 Moulien            | D1 Franciscain | 0                 | 0     |             |             |  |  |       |       |
|  | B1 Moulien            | 13 april       |                   | 0     |             |             |  |  |       |       |
|  | A2 Jong Holland       | 3              |                   |       |             |             |  |  |       |       |
|  | A2 Jong Holland       | 3              | A2 Jong Holland   | 2     |             |             |  |  |       |       |
|  | 11 april              |                | A2 Jong Holland   | 2     |             |             |  |  |       |       |
|  |                       | D1 Franciscain | 4                 |       |             |             |  |  |       |       |
|  | D1 Franciscain        | D1 Franciscain | 4                 | 1     |             |             |  |  |       |       |
|  | D1 Franciscain        |                |                   | 1     |             |             |  |  |       |       |
|  | C2 Hoppers            | 0              |                   |       |             |             |  |  |       |       |
|  | C2 Hoppers            | 0              |                   |       |             |             |  |  |       |       |

### Kvartsfinaler
|             | 11 april 2019 | Santiago de Cuba | 0 – 2           | Weymouth Wales                       | Stadion dr. Antoine Maduro                      |                                                 |
| 17:00 UTC−4 | 17:00 UTC−4   |                  | (0 – 1) Rapport | 45′ Ray Snagg 90+4′ Romario Harewood | Willemstad Domare: Steven Madrigal (Costa Rica) | Willemstad Domare: Steven Madrigal (Costa Rica) |
| 17:00 UTC−4 | 17:00 UTC−4   |                  |                 |                                      | Willemstad Domare: Steven Madrigal (Costa Rica) | Willemstad Domare: Steven Madrigal (Costa Rica) |
| 17:00 UTC−4 | 17:00 UTC−4   |                  |                 |                                      | Willemstad Domare: Steven Madrigal (Costa Rica) | Willemstad Domare: Steven Madrigal (Costa Rica) |

|             | 11 april 2019 | Village Superstars         | 1 – 1           | Robinhood                | Ergilio Hato Stadium                        |                                             |
| 17:00 UTC−4 | 17:00 UTC−4   | Tahir Hanley 11′           | (1 – 0) Rapport | 62′ Alan Cirilo da Costa | Willemstad Domare: Damien Rosa (Martinique) | Willemstad Domare: Damien Rosa (Martinique) |
| 17:00 UTC−4 | 17:00 UTC−4   |                            |                 |                          | Willemstad Domare: Damien Rosa (Martinique) | Willemstad Domare: Damien Rosa (Martinique) |
| 17:00 UTC−4 | 17:00 UTC−4   | Straffsparksläggning 3 – 4 |                 |                          | Willemstad Domare: Damien Rosa (Martinique) | Willemstad Domare: Damien Rosa (Martinique) |

|             | 11 april 2018 | Moulien | 0 – 3           | Jong Holland                                      | Ergilio Hato Stadium                         |                                              |
| 20:00 UTC−4 | 20:00 UTC−4   |         | (0 – 1) Rapport | 17′ Gersinio Constansia 47′, 86′ Siebren Hoekstra | Willemstad Domare: Charvis Delsol (Dominica) | Willemstad Domare: Charvis Delsol (Dominica) |
| 20:00 UTC−4 | 20:00 UTC−4   |         |                 |                                                   | Willemstad Domare: Charvis Delsol (Dominica) | Willemstad Domare: Charvis Delsol (Dominica) |
| 20:00 UTC−4 | 20:00 UTC−4   |         |                 |                                                   | Willemstad Domare: Charvis Delsol (Dominica) | Willemstad Domare: Charvis Delsol (Dominica) |

|             | 11 april 2019 | Franciscain       | 1 – 0           | Hoppers | Stadion dr. Antoine Maduro                  |                                             |
| 20:00 UTC−4 | 20:00 UTC−4   | Johnny Marajo 75′ | (0 – 0) Rapport |         | Willemstad Domare: Sherwin Johnson (Guyana) | Willemstad Domare: Sherwin Johnson (Guyana) |
| 20:00 UTC−4 | 20:00 UTC−4   |                   |                 |         | Willemstad Domare: Sherwin Johnson (Guyana) | Willemstad Domare: Sherwin Johnson (Guyana) |
| 20:00 UTC−4 | 20:00 UTC−4   |                   |                 |         | Willemstad Domare: Sherwin Johnson (Guyana) | Willemstad Domare: Sherwin Johnson (Guyana) |

### Semifinaler
|             | 13 april 2019 | Weymouth Wales | 0 – 3           | Robinhood                                             | Ergilio Hato Stadium                              |                                                   |
| 17:30 UTC−4 | 17:30 UTC−4   |                | (0 – 2) Rapport | 4′ Abraham Graves 23′ Roxey Fer 90+2′ Shaquille Cairo | Willemstad Domare: William Anderson (Puerto Rico) | Willemstad Domare: William Anderson (Puerto Rico) |
| 17:30 UTC−4 | 17:30 UTC−4   |                |                 |                                                       | Willemstad Domare: William Anderson (Puerto Rico) | Willemstad Domare: William Anderson (Puerto Rico) |
| 17:30 UTC−4 | 17:30 UTC−4   |                |                 |                                                       | Willemstad Domare: William Anderson (Puerto Rico) | Willemstad Domare: William Anderson (Puerto Rico) |

|             | 13 april 2019 | Jong Holland                                | 2 – 4           | Franciscain                                        | Ergilio Hato Stadium                        |                                             |
| 20:00 UTC−4 | 20:00 UTC−4   | Siebren Hoekstra 28′ Yann Thimon 80′ (sjm.) | (1 – 1) Rapport | 20′, 90+4′ Stéphane Abaul 60′, 67′ Djénhael Maingé | Willemstad Domare: Ricangel de Leca (Aruba) | Willemstad Domare: Ricangel de Leca (Aruba) |
| 20:00 UTC−4 | 20:00 UTC−4   |                                             |                 |                                                    | Willemstad Domare: Ricangel de Leca (Aruba) | Willemstad Domare: Ricangel de Leca (Aruba) |
| 20:00 UTC−4 | 20:00 UTC−4   |                                             |                 |                                                    | Willemstad Domare: Ricangel de Leca (Aruba) | Willemstad Domare: Ricangel de Leca (Aruba) |

### Final
|             | 15 april 2019 | Robinhood                | 1 – 0           | Franciscain | Ergilio Hato Stadium                           |                                                |
| 20:00 UTC−4 | 20:00 UTC−4   | Alan Cirilo da Costa 21′ | (1 – 0) Rapport |             | Willemstad Domare: Jaime Herrera (El Salvador) | Willemstad Domare: Jaime Herrera (El Salvador) |
| 20:00 UTC−4 | 20:00 UTC−4   |                          |                 |             | Willemstad Domare: Jaime Herrera (El Salvador) | Willemstad Domare: Jaime Herrera (El Salvador) |
| 20:00 UTC−4 | 20:00 UTC−4   |                          |                 |             | Willemstad Domare: Jaime Herrera (El Salvador) | Willemstad Domare: Jaime Herrera (El Salvador) |

## Playoff
Som vinnare av Caribbean Club Shield 2019 fick Robinhood spela playoff mot det fjärdeplacerade laget från Caribbean Club Championship 2019 om en plats i Concacaf League 2019.
|             | 19 maj 2019 | Real Hope                                                    | 0000 1 – 1 (e.fl.)         | Robinhood                                    | Stadium East                                 |                                              |
| 15:00 UTC−5 | 15:00 UTC−5 | Dunel Blaise 33′                                             | (1 – 1) Rapport            | 15′ (str.) Alan Cirilo da Costa              | Kingston Domare: Keylor Herrera (Costa Rica) | Kingston Domare: Keylor Herrera (Costa Rica) |
| 15:00 UTC−5 | 15:00 UTC−5 |                                                              |                            |                                              | Kingston Domare: Keylor Herrera (Costa Rica) | Kingston Domare: Keylor Herrera (Costa Rica) |
| 15:00 UTC−5 | 15:00 UTC−5 | Denilson Pierre Wendy Saint-Félix Spencer Désir Widlin Bruno | Straffsparksläggning 1 – 3 | Stefano Rijssel Abraham Graves Meusa Ackenie | Kingston Domare: Keylor Herrera (Costa Rica) | Kingston Domare: Keylor Herrera (Costa Rica) |